# Xã Peru, Quận Miami, Indiana
Xã Peru (tiếng Anh: Peru Township) là một xã thuộc quận Miami, tiểu bang Indiana, Hoa Kỳ. Năm 2010, dân số của xã này là 11.291 người.